# Cipa (folyó)
A Cipa, Alsó-Cipa (oroszul: Ципа) folyó Oroszország ázsiai részén, Burjátföldön; a Vityim jobb oldali, legnagyobb mellékfolyója.

## Földrajz
Az Ikati-hegységben (Ikatszkij-hegységben), Burjátföld északi részén ered. Neve a forrástól a Baunt-tóig, – melyen keresztül folyik –, Felső-Cipa; onnantól az Amalat nevű mellékfolyó beömléséig Alsó-Cipa, tovább a torkolatig pedig Cipa.
Hossza: 692 km, vízgyűjtő területe: 42 200 km². Évi közepes vízhozama középső folyásán: 106 m³/s, a torkolatnál: kb. 270 m³/s. A Vityim legnagyobb – leghosszabb és legnagyobb vízgyűjtő területtel rendelkező – mellékfolyója. Vízgyűjtő területén 3227 tó található. 
Felső szakaszán lassan folyik, széles ártere van. A Baunt-tótól kezdve helyenként 250–300 széles völgyben halad, árterén sok a kis tó és a mocsár. Lejjebb hegyi jellegű folyóvá változik: 50–100 m-re szűkülő, mélyen bevágott völgyben kanyarog, medrében sok a zátony, sellő. Az utolsó 150 km-es szakaszon szelíd, gyengébb sodrású folyó.
Október végétől április végéig jégpáncél alatt van. Tavaszi árvize gyenge, a július–augusztusi nagy nyári esőzéseket nagyobb áradások követik (ami inkább a távol-keleti folyók vízjárásának jellegzetessége). 

## Mellékfolyói
- Jobb oldalról az Amalat (374 km) és az Aktrada (125 km)
- Bal oldalról az Uakit (70 km).

A Baunt-tóba ömlő másik jelentős folyó a Cipikan (329 km).